# إدوارد إف. رايلي
إدوارد إف. رايلي هو سياسي أمريكي، ولد في 25 نوفمبر 1895 في سياتل في الولايات المتحدة، وتوفي في 16 فبراير 1990 في واشنطن في الولايات المتحدة. انتخب عضو مجلس نواب واشنطن ‏.